# معركة ماتشيوارا
دارت معركة ماتشيوارا بين سلطنة مغول الهند وإمبراطورية صوري في عام 1555.

## معركة
بعد وفاة إسلام شاه سوري، كانت إمبراطورية سوري في حرب أهلية حيث تقاتل العديد من المتنافسين على العرش من أجل السيادة. كان إسكندر شاه الصوري مشغولاً بنضاله ضد إبراهيم شاه الصوري عندما حشد همايون جيشا من كابل. استولى على قلعة روهتاس ولاهور في فبراير 1555. استولت مفرزة أخرى من قواته على ديبالبور وجالاندهار . تقدم قسمهم نحو سرهند .
أرسل إسكندر قوة قوامها 30.000 تحت قيادة نصيب خان و تارتار خان لاعتراضهم لكنهم هزموا من قبل جيش مغول الهند في ماتشيوارا وفتح الطريق إلى سرهند التي احتلها مغول الهند.
الانتصار اللاحق في معركة سرهند سمح لهمايون بإعادة تأسيس سلطنة مغول الهند .

## أنظر أيضا
- معركة جوسا (1539)
- معركة سرهند (1555)